# モルッカ諸島

モルッカ諸島はマルク州と北マルク州に分かれる。
北マルク州
マルク州

モルッカ諸島（モルッカしょとう、英語: Moluccas、オランダ語: Molukken）またはマルク諸島（インドネシア語: Kepulauan Maluku）は、インドネシア共和国のセラム海とバンダ海に分布する群島。スラウェシ島の東、ニューギニア島の西、ティモール島の北に位置する。歴史的に香料諸島（スパイス諸島）として特に西洋人や中国人の間で有名であった。
山がちであり、いくつかの活火山がある。気候は湿潤。農業は小規模で行われているが、米、サゴヤシの他、ナツメグ、クローブなどの香辛料など価値の高い農産物を生産している。
大航海時代にヨーロッパ諸国がマルク諸島に押し寄せたことからキリスト教徒が多い。

## 地名
モルッカの名は、アラブ人商人によってつけられた、女王の島という語の「女王」の部分だという説が有力である（マリク参照）。しかし、その名は14世紀に書かれたムプ・プラパンカによる著書に既に見られ、アラブ人商人らの到着した15世紀後半に先行することになる。
現地語で「牛の頭」や何か大きな物を意味するという説もあるものの、いずれも定説とされるものではない。

## 歴史

### 香辛料諸島

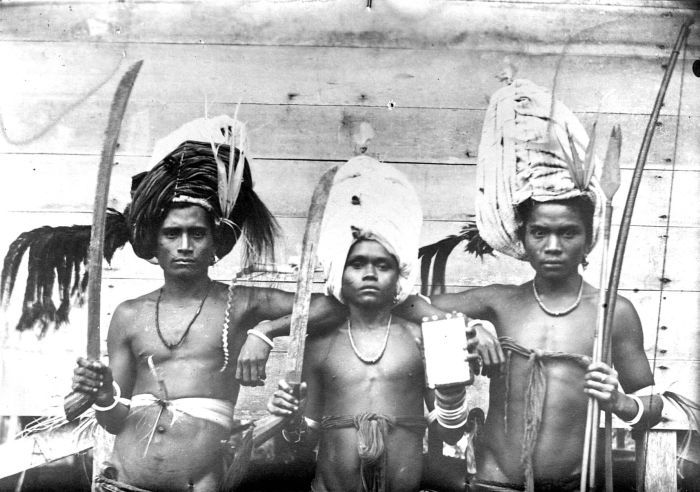
タニンバル諸島の戦士たち

バンダ海の人々は古代ローマ帝国の時代から中国などアジア諸国と香辛料貿易をしていた。イスラム教が勢力を強めると、イスラム商人による貿易が支配的となった。古代のアラブの典拠で、この諸島の位置は、Jaba島（ジャワ島と予想される）から東へ15日間の航海と記述されている。しかし、イスラム商人の存在は、中国のこの海域の支配が弱まった13世紀後半に確かなものとなった。アラブ商人がイスラム教だけでなくスルタン制を新しい社会組織として、重要な島の富裕層に採り入れさせた。そして、外来者との取引が効果的であることを見せた。
ヴェネツィアは、モンゴルやトルコによって伝統的な東西陸路が破壊された後の西暦1200年から1500年の間、アレクサンドリアなどの港への地中海航路を支配し、イスラム商人と取引することによって、ヨーロッパにおける香辛料貿易を独占した。ヴェネツィアによる高収益取引の独占支配に変わる手段を発見するための報奨金が、降って湧いたヨーロッパの大航海時代の最も重要な要因であった。ポルトガルは、アフリカ最南端を周る航路開拓をいち早く始め、その途上の拠点地を確保していった。航海に利用できる南向きの海流を探している時に、ブラジルを発見した。ポルトガルの偶然の成功と、帝国の確立は、スペイン、フランス、イギリス、オランダなどの他のヨーロッパ諸国に、ポルトガルの地位に挑戦し打ち勝つための海事力を起こさせることになった（ポルトガル海上帝国も参照）。
香辛料がヨーロッパにおいて高い価値を持ち、大きな収入を上げられるため、オランダ、イギリスはすぐにこの地域において独占権を得ようと争いに加わった。小さな諸島を支配するための争いは、オランダが、代替地がいろいろある中でマンハッタン島をイギリスに譲渡してまで、この小さな島を支配し、バンダ諸島の支配権を確立するほど熾烈を極めた。バンダ諸島の原住民は、オランダによってほとんどの住民が虐殺されたり奴隷にされるという戦いによってほとんどすべてのものを失った。香辛料戦争の間に6000人以上が殺された。
香辛料諸島に到達したことは、オランダ東インド会社による帝国の囲い込みと、偶発的な西インド諸島の発見へと繋がり、グローバル市場および資源を支配するためのヨーロッパ諸国の海事力競争の世紀への起爆剤となった。ぼろぼろにされた神秘の香辛料諸島は、最終的にフランスおよびイギリスが、その種子を略奪し、自身の統治領であるモーリシャス、グレナダなど他の場所に植えたため、香辛料がよりありふれた容易に供給できる商品となったことで、その役割を終えた。

### 初期の歴史
この地域の住人の居住の初期の考古学的証拠は、およそ3万2千年前に遡るが、オーストラリアにおける更に古い証拠が、モルッカ諸島における訪問者の存在が、その前の時代に確認されていたことを意味している。徐々に増加していた長距離の貿易と、多くの諸島で占領が頻繁に起きていたことの証拠により、約1万年前から1万5千年前に貿易並びに占領が開始していたことを示す。いくつかの島で、紀元前200年ごろインド亜大陸で貨幣として使用されていたオニキスの数珠玉および銀板の一部が発掘された。
加えて地域の言語は、500年代および600年代に活発になった中国との貿易の結果、メラネシア社会で使用されるようになった中国語を語源する言語とは異なり、マレー語の系統であった。
モルッカ諸島は、香辛料の商人が、この地域を訪れ移り住んだアラブ人および中国人を含めて、貿易商たちが域内および周辺地域に居住していた国際的な社会であった。
漢籍資料には「美洛居」と記されている。

### ポルトガル人
ポルトガル人は16世紀初頭にマラッカを征服し、彼らの影響はモルッカ諸島並びに他のインドネシア東部に最も強く残っているように思われる。1511年8月のポルトガルのマラッカ征服に引き続いて、アフォンソ・デ・アルブケルケは、バンダ諸島や他の香辛料諸島への航路を学び、アントニオ・デ・アブレウ、Simão Afonso Bisigudoおよびフランシスコ・セラン指揮下の3隻の船団を遠征させた。その帰路で、1512年セランは、Hitu島（アンボン島の北）で難破した。そこで彼の戦闘技術に感銘を受けた地域の支配者と協力関係を結んだ。

### スペイン人
スペイン人はテルナテ島およびティドレ島を支配した。伝道師およびカトリックの聖人であるフランシスコ・ザビエルは、1546年から1547年まで、モルッカ諸島でアンボン人の間で布教を行っていた。

### オランダ人
1599年にオランダ人が到着し、原住民たちは、ポルトガルが伝統的な貿易を独占しようと試みたことに不満を持っていると報告している。アンボン人がHitu-Larnaに砦を築くオランダ人を手助けした後、ポルトガル人は、アンボン人がオランダ人を招いたことに対して報復を開始した。1605年よりFrederik Houtmanがアンボンにおいて最初のオランダ人支配者となった。また、同諸島にあるスペインのいくつかの要塞は、戦国時代が終焉したサムライを傭兵としてオランダが雇い攻略している。
オランダ東インド会社は、その手法において以下の3つの障害を有していた。ポルトガル人が原住民を支配していた。原住民はイングランドとの不法取引が、ヨーロッパ人の独占に対する唯一の対抗手段であった。17世紀の他の事件の間、バンダ諸島の住民はイングランドとの独立貿易を試みた。オランダ東インド会社の反応は、バンダ諸島の原住民を虐殺し、その生き残りは他の島へ移住させ、奴隷の労働をさせるというものであった。
他の種族もバンダ諸島に居住していたが、モルッカ諸島は他国の支配下にあり、不安定であった。ポルトガルがマカッサルに新しい貿易拠点を築いた後でさえ、1636,1646年と原住民の反乱は起きた。東インド会社の支配により、北部モルッカ諸島は、テルナーテ島に居住するオランダ住民によって、南部はアンボイナ（アンボン）人によって統治された。
第二次世界大戦中の日本占領下、モルッカの住民は山地に流れ込んだが、南モルッカ旅団として知られる抵抗運動を起こした。戦後、島の政治指導者達は、独立に関してオランダと協議して、これに成功した。インドネシア人の要求もあり、1949年の円卓会議協定によりモルッカ諸島に新しいインドネシアに加わる否かの選択権を与えるとともに、インドネシアに移譲された。この同意により、モルッカ人は最終的な統治権を決定する権利を有すると認められた。

### 独立後
1950年の、連邦国家に変わる単一国家インドネシアの独立宣言時に、南モルッカ(Republik Maluku selatan,RMS)はインドネシアからの離脱を試みた。この動きはクリス・スモキルによって導かれ、オランダ特別部隊のメンバーMoluccanによって支援されていた。インドネシアからは反乱と見なされ、1952年までにインドネシア軍により鎮圧された。
南モルッカ人は、オランダ政府から独自の独立国家である「マルク・スラタン共和国（RMS）」の樹立を約束され、一時滞在のためオランダにやってきた。彼らは約25年間、劣悪な環境の収容キャンプで過ごした。彼らは独立を約束したオランダに裏切られたと感じ、以降、過激なテロ活動を繰り返した。
- 1975年12月2日、オランダ北部のワイスター村近くの田園地帯で、7人のモルッカ人ゲリラが列車を乗っ取り、乗客ら約50人を人質に取った。ハイジャック事件は12日間続き、この間、3人の人質が殺害された。
- 1975年12月4日、武装したモルッカ人7人がアムステルダムのインドネシア総領事館を占拠し、子供を含む41人を人質に取った。テロリストたちは政治犯の釈放と、モルッカの指導者がインドネシアのスハルト大統領と会談することを要求した。12月19日、人質が解放された。
- 1977年5月23日、オランダのデプント村近くで9人の武装したモルッカ人が列車を乗っ取り、50人以上を人質に取った。同日、ボーフェンスミルデの小学校で武装モルッカ人4人が児童105人と教員5人を人質に取った。ハイジャックは20日間続き、6月11日、オランダ海兵隊の突入で終結した。人質2人が殺害され、犯人6人が死亡した。
- 1978年3月13日、オランダのアッセンで3人の武装したモルッカ人が州庁舎を占拠し、女性16人と男性55人を人質に取った。翌日、海兵隊が突入し人質2人が殺害された。

## 行政
行政上は次の2州から成る。

### 州
1. マルク州 (アンボン)
2. 北マルク州 (テルナテ) テルナテ島

### 島嶼
北マルク州は、テルナテ島、ティドレ島、en:Bacan、ハルマヘラ島、モロタイ島、オビ諸島、en:Sula Islands。
マルク州は、アンボン島、en:Lease Islands、セラム島、ブル島、バンダ諸島、Gorong Islands、Watubela Islands、カイ諸島、アルー諸島、南に離れてバラトダヤ諸島のen:Babar Islands、ダマル島（Damar Islands）、ロマン島、en:Kisar、en:Leti Islands、タニンバル諸島、ウェタル島。

## 地震
2009年10月24日にバンダ海を中心とした、マグニチュード7.0の大規模な地震が発生した。